# Katie White
Pour les articles homonymes, voir Katharine White et White.
Katie White, née le 18 janvier 1983 à Lowton (en) (Angleterre) près de Manchester, est une chanteuse, guitariste et bassiste britannique, du groupe de pop rock alternatif The Ting Tings.

## Jeunesse
Elle grandit dans une petite maison à Lownton, dans la petite ville métropolitaine de Wigan en Angleterre, avec son père David White, sa mère Lynne et sa sœur Helena. Elle fut scolarisée au lycée de Lowtown, proche de Warrington.

## Ses débuts

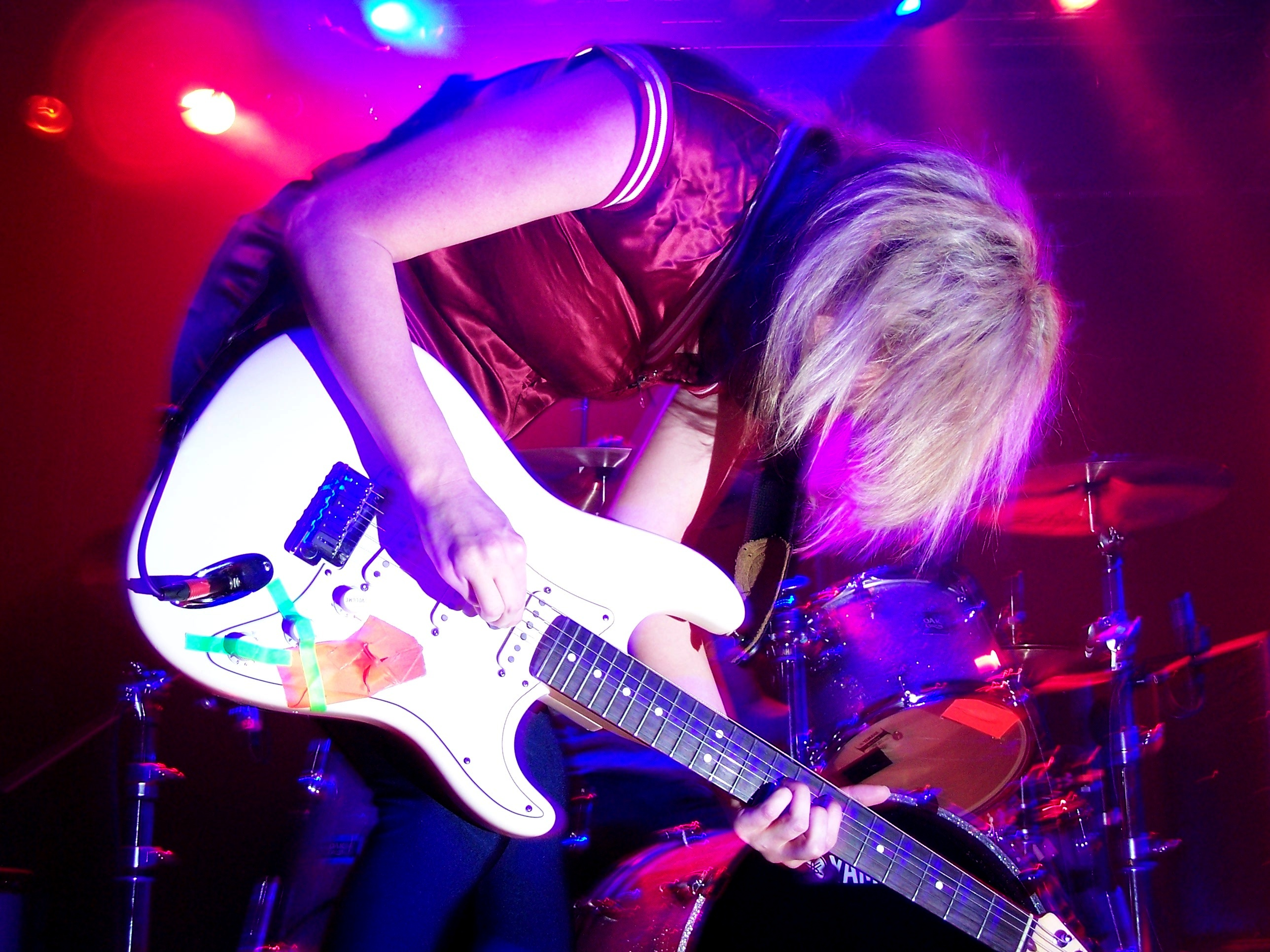
Katie White at The Ting Tings concert at the Variety Playhouse in Atlanta, GA in 2008.

Katie White a commencé la musique lorsqu'elle avait 14 ans, dans un girl group appelé TKO (Technical Knock Out). Seulement TKO ne signe sur aucun label et ne sort qu'un unique single sur internet. La séparation intervient ensuite et Katie rencontre Jules de Martino. Il va lui faire découvrir de nombreux groupes comme les Talking Heads ou Tom Tom Club, etc. C'est la formation de The Ting Tings.

## The Ting Tings
Le groupe The Ting Tings se forme en 2004, underground jusqu'en 2008 ou ils connaissent le succès avec la sortie de leur premier album We Started Nothing qui se hisse a la première place des Charts Britanniques. Ils enregistrent 3 singles sur leur label actuel Columbia Records et le single "That's Not My Name" atteint la 1re place des charts anglais le 18 mai 2008.

## Discographie

### Avec The Ting Tings

#### Albums
- 2008 :We Started Nothing
- 2011 :Sounds from Nowheresville

#### Singles
- 2007
  - That's Not My Name/Great DJ
  - Fruit Machine (édition limitée à 500 copies)

- 2008
  - Great DJ 3 mars 2008
  - That's Not My Name (réenregistré) 12 mai 2008
  - Shut Up and Let Me Go 21 juin 2008

- 2009
  - We walk